# Pro Tennis World Open 2004
Il Pro Tennis World Open 2004 è stato un torneo di tennis facente parte della categoria ATP Challenger Series nell'ambito dell'ATP Challenger Series 2004. Il torneo si è giocato a Boca Raton negli Stati Uniti dal 15 al 21 marzo 2004 su campi in cemento. È stata la prima edizione del torneo, che l'anno successivo sarebbe stato spostato a Sunrise con il nome sponsorizzato BMW Tennis Championship.

## Vincitori

### Singolare
Jürgen Melzer ha battuto in finale  Thomas Enqvist con il punteggio di 6–3, 4–6, 6–3

### Doppio
Igor' Andreev /  Dmitrij Tursunov hanno battuto in finale  Kenneth Carlsen /  Thomas Enqvist con il punteggio di 6–3, 6(3)–7, 7–5